# Sepp Herberger
Josef ("Sepp") Herberger (Mannheim, 26 maart 1897 – Weinheim, 28 april 1977) was een West-Duits profvoetballer en voetbaltrainer.
Als speler was Herberger actief voor SV Waldhof Mannheim, VfR Mannheim en Tennis Borussia Berlin. Hij speelde in totaal drie interlands voor het voetbalelftal van de Weimarrepubliek en maakte twee doelpunten, beiden tegen Finland. Zijn loopbaan als voetbaltrainer begon Herberger in Berlijn bij Tennis Borussia. Tussen 1932 en 1934 werkte hij voor de Duitse voetbalbond (destijds Nazi-Duitsland). Herberger was ook van 1932 tot 1936 de assistent van bondscoach Otto Nerz. In 1936 nam hij na het afscheid van Nerz het stokje over. Sepp Herberger leidde het West-Duits voetbalelftal in 1954 naar zijn eerste wereldtitel. Herberger haalde Helmut Schön als assistent bij het West-Duits voetbalelftal, waar Schön in november 1964 de eindverantwoording kreeg. Tijdens zijn carrière als bondscoach behaalde hij 92 overwinningen, 26 gelijkspelen in 162 wedstrijden.
Het Seppl-Herberger-Stadion in Mannheim werd naar hem vernoemd.
| Interlands van Sepp Herberger voor de Weimarrepubliek | Interlands van Sepp Herberger voor de Weimarrepubliek | Interlands van Sepp Herberger voor de Weimarrepubliek | Interlands van Sepp Herberger voor de Weimarrepubliek | Interlands van Sepp Herberger voor de Weimarrepubliek | Interlands van Sepp Herberger voor de Weimarrepubliek |
| №                                                     | Datum                                                 | Wedstrijd                                             | Uitslag                                               | Competitie                                            | Goals                                                 |
| Als speler van Waldhof Mannheim                       | Als speler van Waldhof Mannheim                       | Als speler van Waldhof Mannheim                       | Als speler van Waldhof Mannheim                       | Als speler van Waldhof Mannheim                       | Als speler van Waldhof Mannheim                       |
| ----------------------------------------------------- | ----------------------------------------------------- | ----------------------------------------------------- | ----------------------------------------------------- | ----------------------------------------------------- | ----------------------------------------------------- |
| 1                                                     | 18 september 1921                                     | Finland – Weimarrepubliek                             | 3 – 3                                                 | Vriendschappelijk                                     | 2                                                     |
| Als speler van VfR Mannheim                           |                                                       |                                                       |                                                       |                                                       |                                                       |
| 2                                                     | 23 november 1924                                      | Weimarrepubliek – Italië                              | 0 – 1                                                 | Vriendschappelijk                                     | 0                                                     |
| 3                                                     | 29 maart 1925                                         | Nederland – Weimarrepubliek                           | 2 – 1                                                 | Vriendschappelijk                                     | 0                                                     |

## Erelijst
Als speler
 VfR Mannheim
- Verband Süddeutscher Fußball-Vereine: 1925

Als bondscoach
 West-Duitsland
- Wereldkampioenschap voetbal: 1954

Individueel
- World Soccer 20th Greatest Manager of All Time: 2013